# Marcelo Trimarchi
Marcelo Andrés Trimarchi (Buenos Aires, Argentina, 29 de octubre de 1973) es un exfutbolista argentino que jugaba de delantero. Debutó en Deportivo Español y se retiró en San Telmo.

## Trayectoria
Debutó el 15 de noviembre de 1992 en el empate 0-0 de Deportivo Español con Rosario Central.
Brilló entre 1993 y 1997 en Gimnasia y Esgrima de Jujuy, logró el ascenso en la temporada 1993/94.
En 1997 Lanús compró el pase del jugador en 500.000 dólares al equipo jujeño.
Con Lanús fue subcampeón de la Copa Conmebol 1997 perdiendo ante Atlético Mineiro de Brasil.

## Clubes
| Club                         | País      | Año         |
| ---------------------------- | --------- | ----------- |
| Deportivo Español            | Argentina | 1992        |
| Gimnasia y Esgrima de Jujuy  | Argentina | 1993 - 1997 |
| Lanús                        | Argentina | 1997 - 1998 |
| Colón                        | Argentina | 1998 - 1999 |
| Gimnasia y Esgrima de Jujuy  | Argentina | 2000 - 2001 |
| Independiente Rivadavia      | Argentina | 2001 - 2002 |
| Irapuato                     | México    | 2002        |
| Juventud Unida Universitario | Argentina | 2004 - 2006 |
| US Falco                     | Italia    | 2006        |
| Tristán Suárez               | Argentina | 2007        |
| San Telmo                    | Argentina | 2008        |